# Typhlomys nanus
Typhlomys nanus és una espècie de mamífer rosegador de la família dels platacantòmids. És endèmic de la província xinesa de Yunnan. Té una llargada de cap a gropa de 70,00 ± 4,58 mm. El seu pelatge dorsal és de color gris cendra, mentre que el ventral és de color pissarra amb alguns pèls de color crema. El seu nom específic, nanus, significa ‘nan’ en llatí. Com que fou descoberta fa poc, encara no se n'ha avaluat l'estat de conservació.